# Nebiryraou II
Nebiryraou II est un hypothétique roi de la XVIe dynastie.

## Identité
Certains égyptologues pensent qu'il est le fils de son prédécesseur Souadjenrê Nebiryraou Ier, étant donné la rareté du nom Nebiryraou dans les sources historiques égyptiennes. Contrairement à son père présumé qui a régné sur la Haute-Égypte pendant vingt-six ans selon le Canon royal de Turin, il était un roi obscur qui n'est pas du tout reconnu par les sources archéologiques contemporaines.
Les deux seules attestations non contemporaines de Nebiryraou II sont la mention de son nom de Sa-Rê sur le Canon de Turin (position 12.6), et une statuette en bronze du dieu Harpocrate (Le Caire 38189). Les quatre côtés de la base de la statue portaient des inscriptions avec les noms inscrits dans des cartouches ; il s'agit respectivement de Binpou, Iâhmes, Le bon dieu Souadjenrê, décédé et Le bon dieu Neferkarê, décédé. Les deux premiers étaient probablement deux princes de la famille royale de la XVIIe dynastie qui remplacerait la XVIe dynastie peu après ; Souadjenrê était le nom de Nesout-bity de Souadjenrê Nebiryraou Ier et enfin, on pense que Neferkarê est le nom de Nesout-bity de Nebiryraou II qui n'a pas encore été découvert dans les sources contemporaines. Cette découverte est également particulière car le culte d'Harpocrate — et donc la statuette elle-même — remonte à la période ptolémaïque, soit environ mille cinq cents ans après que les personnes nommées sur la statuette ont vécu.